# Symfonie nr. 4 (Bolcom)
William Bolcom voltooide zijn Symfonie nr. 4 De Roos in 1986.
Bolcom is voornamelijk bekend vanwege zijn liederen. Hij schreef met name voor zijn vrouw Joan Morris talloze liederen op de grens van jazz, gewoon lied en liederen binnen de klassieke muziek. Dit resulteerde uiteindelijk in zijn Songs of innocence and of experience, een liederencyclus annex oratorium in drie delen. Daarnaast voerde Bolcom de meeste door hem zelf gecomponeerde liederen zelf uit achter de piano, maar nam samen met zijn vrouw ook liederen van derden op.
In dat kader is het niet zo vreemd, dat zijn vierde symfonie gebaseerd is op een gedicht. In dit geval bevat The Rose een toonzetting van het gedicht The Rose van Theodore Roethke, dat pas postuum werd gepubliceerd in zijn The Collected Poems of Theodore Roethke. De symfonie werd geschreven in opdracht van het Saint Louis Symphony Orchestra en is gecomponeerd met de soliste Morris in het achterhoofd. Het orkest gaf dan ook de eerste uitvoering in Saint Louis onder leiding van Leonard Slatkin op 13 maart 1987, uiteraard met Morris.

## Muziek
De symfonie bestaat uit twee sterk contrasterende gedeelten:
1. Soundscape van circa 13 minuten
2. The Rose van circa 24 minuten.

Het eerste deel is puur instrumentaal en gaat over de ongeplijstheid van de omgeving waar Bolcom opgroeide. Het noordwesten van de Verenigde Staten, denk daarbij aan de omgeving van Seattle met woeste natuur in gedaante van bossen, rotsen en de Grote Oceaan die op de kust beukt. De muziek is erg druk en wild. Het is een dertien minuten durend komen en gaan van muzikale fragmenten.
Daartegenover staat het haast meditatieve tweede deel, dat bijna geheel gezongen wordt; instrumentale gedeelten zijn spaarzaam. De vier strofen van het gedicht lopen gelijk met de vier sekties waarin dit deel opgedeeld kan worden. Daarbij wordt de zetting steeds rustiger.
Het gedicht en het gezongen lied betreft de gevoelens die Roethke had bij het zien van een wilde roos, die alle elementen weerstaat en alles naar zich toe lijkt te trekken, zelfs het spaarzame licht, als dat er is. Tegelijkertijd denkt Roethke terug naar de geteelde roos in de kassen. De gezongen tekst loopt daarbij soms parallel met de instrumentatie, maar soms zingt de zangeres boven een lang aangehouden drone in het orkest.

## Orkestratie
- mezzosopraan
- 3 dwarsfluiten waarvan 1 ook piccolo, 3 hobo’s waarvan 1 ook althobo, 3 klarinetten waarvan ook Esklarinet en basklarinet, 3 fagotten waarvan 1 ook contrafagot;
- 4 hoorns, 4 trompetten, 4 trombones, 1 tuba
- pauken percussie, piano en harp
- violen, altviolen, celli en contrabassen

## Discografie
- Uitgave New World Records : Saint Louis Symphony Orchestra o.l.v. Slatkin met Morris; opname 20 en 22 maart 1987 in de Powell Symphony Hall in Saint Louis; een uitgave in 1988.

## Bron
- de compact disc
- artikel op internet
- instrumentatie